# Parabrachylomia
Parabrachylomia là một chi bướm đêm thuộc họ Noctuidae.